# Kung Fu Panda (videogioco)
Kung Fu Panda è un videogioco basato sul primo omonimo film d'animazione della DreamWorks.

## Storia
Nell'antica Cina, il panda Po viene scelto dal maestro Oogway come Guerriero Dragone; tuttavia Po è completamente inesperto nell'arte del Kung fu. Così il maestro Shifu assume il compito di addestrare il panda con varie prove, assieme ai Cinque Cicloni: Tigre, Mantide, Vipera, Scimmia e Gru. Durante le lezioni, Po deve sfidare alcuni nemici che provocano scorribande e agguati nella piccola contea di conigli, dove sorge il tempio di Oogway. Successivamente Po, assieme a Shifu, scopre che il leopardo delle nevi Tai Lung, ex-allievo di Shifu, è fuggito dalle prigioni del regno, dov'è stato rinchiuso per ordine de maestro Shifu ed Oogway, ed ha intenzione di sfidare Shifu a duello, e di distruggere anche tutta la valle. Infatti Tai Lung è furioso con Shifu, perché il maestro Oogway, tempo prima, non l'ha nominato Guerriero Dragone, ed ora tocca a Po, novello Guerriero Dragone, sconfiggere Tai Lung.

## Multigiocatore
È presente una modalità chiamata Giochi multigiocatore, la quale si suddivide tra 5 modalità: 
- Rissa (5 arene)
- sopravvivenza a squadre (un'arena)
- 2 contro 2 Squadra Rossa VS Squadra Blu (2 arene)
- Minigioco (4 arene)
- A squadre (2 arene)

I personaggi giocabili sono Po, Shifu, Scimmia, Tigre, Tai Lung, Gran generale Ox, Su Wu (delle Sorelle Wu) e un Lupo ninja (dell'armata Lang Shadow).

## Doppiatori originali e italiani
Po: Mick Wingert (originale), Fabrizio Vidale (italiano)
Maestro Shifu: Fred Tatasciore (originale), Marco Balbi (italiano)
Maestro Oogway: Greg Baldwin (originale), Marco Balbi (italiano)
Tigre: Erin Torpey (originale), Lorella De Luca (italiano)
Scimmia: James Sie (originale), Francesco Orlando (italiano)
Vipera: Kath Soucie (originale), Jolanda Granato (italiano)
Mantide: Brian T. Delaney (originale), Francesco Orlando (italiano)
Gru: Drew Massey (originale), Francesco Orlando (italiano)
Tai Lung: Peter McHugh (originale), Claudio Moneta (italiano)
Zeng: Mick Wingert (originale)
Mr. Ping: James Hong (originale)
Sorelle Wu: Jennifer Darling, Susanne Blakeslee (originale)
Wang Chow: Andrew Kishino (originale)
Conigli: Kath Soucie, Charlie Schlatter (originale)
Avvoltoi: Andrew Kishino, Steven Blum (originale)
Oca: Andrew Kishino (originale)

## Seguito
È stato realizzato un seguito del gioco per Wii e DS, chiamato Kung Fu Panda: Guerrieri leggendari.